# 偏嘴突吻魚
偏嘴突吻魚（学名：Varicorhinus latirostris）为輻鰭魚綱鯉形目鲤科的其中一種，分布於非洲Luculla河流域，體長可達16公分。

## 扩展阅读
維基物種上的相關：偏嘴突吻魚